# Jacob Maliekal
Jacob Maliekal, né le 1er janvier 1991 à Mthatha, est un joueur sud-africain de badminton.

## Carrière
Aux Jeux africains de 2011 à Maputo, Jacob Maliekal est médaillé d'or en simple hommes et médaillé d'argent par équipe mixte.
Aux Championnats d'Afrique de badminton 2012 à Addis Abeba, il remporte la médaille d'or en simple hommes.
Lors des Championnats d'Afrique de badminton 2013 à Rose Hill, il obtient la médaille d'or en simple hommes et par équipe mixte.
Aux Championnats d'Afrique de badminton 2014 à Gaborone, il remporte la médaille d'or en simple hommes et par équipe mixte. Aux Jeux africains de 2015 à Brazzaville, il est médaillé d'or en simple hommes et médaillé d'argent par équipe mixte.
Aux Championnats d'Afrique par équipe, il est médaillé d'or en 2012 et en 2016 et médaillé d'argent en 2012.